# Can Tries-Gornal (metropolitana di Barcellona)
Can Tries|Gornal è una stazione della linea 9 Sud della metropolitana di Barcellona entrata in servizio il 12 febbraio 2016. Nel progetto iniziale la stazione era identificata con il nome provvisorio Pedrosa|Fira
Dall'8 settembre 2018 la stazione è servita anche dai treni della linea 10 Sud.
La stazione si trova nel comune di L'Hospitalet de Llobregat e serve il quartiere di Gornal.
Secondo le previsioni iniziali, la stazione avrebbe dovuto entrare in servizio nel 2007 ma ritardi realizzativi e problemi economici ne hanno posticipato l'inaugurazione al 2016, con il resto della tratta sud della Linea 9.

## Accessi
- Carrer Juan Ramon Jiménez con carrer Narcís Monturiol
- Carrer Narcís Monturiol con carrer Ferrer i Guàrdia